# Plac Wincentego Wajdy w Katowicach
Plac Wincentego Wajdy w Katowicach − plac położony w katowickiej dzielnicy Bogucice, pomiędzy ulicą Wincentego Wajdy i ulicą Katowicką. Jest dawnym rynkiem wsi Bogucice.
Plac w okresie Rzeszy Niemieckiej (do 1922) nosił nazwę Marktplatz (pol. Rynek), w dwudziestoleciu międzywojennym plac Stefana, w latach niemieckiej okupacji Polski (1939−1945) Stephansplatz. 18 września 1930 na placu odsłonięto pomnik poległych Powstańców Śląskich, projektu Jana Raszki. Pomnik zniszczyli Niemcy we wrześniu 1939.
Na placu Wincentego Wajdy znajduje się pomnik poległych w czasie Powstań Śląskich oraz poległych w okresie II wojny światowej (w miejscu przedwojennego), wzniesiony w 1951.
Napis na pomniku:

Cześć poległym bohaterom 1919, 1920, 1921,1939, 1945

Patronem placu jest górnik i żołnierz AK Wincenty Wajda.